# Sergei Skorych
Sergei Skorych (kasachisch/russisch: Сергей Скорых; * 25. Mai 1984 in Petropawlowsk) ist ein kasachischer ehemaliger Fußballspieler.

## Karriere
Sergei begann seine Karriere im Jahr 2001 bei seinem Heimatverein Jessil Bogatyr Petropawl. Nach zwei Jahren wechselte er zu Ertis Pawlodar, wo er drei Spielzeiten unter Vertrag stand. Von 2006 bis 2009 lief der Mittelfeldspieler für Tobyl Qostanai auf. 2010 wechselte er zu Schachtjor Qaraghandy.

## Nationalmannschaft
Skorych wurde 28-mal in der Kasachischen Fußballnationalmannschaft eingesetzt.

## Erfolge
- Kasachischer Meister: 2003